# Front du Sud-Ouest
Ne pas confondre avec Front du Sud-Ouest (Première Guerre mondiale).
Le front du Sud-Ouest (en russe : Юго-Западный фронт) est une unité militaire de l'Armée impériale russe puis de l'Armée rouge, le « front » correspondant en fait à un « groupe d'armées » dans les armées d'autres pays. Son nom est une indication de sa zone d'opération : ici la Galicie, la Volhynie et l'extrémité nord des Carpates, soit la partie ouest de l'Ukraine, ce qui est en fait le Sud-Ouest de l'Union soviétique.
Dans l'histoire russe ou soviétique, il y eut successivement cinq fronts du Sud-Ouest : le premier pendant la Première Guerre mondiale du 19 juillet - 1er août 1914 à janvier-février 1918 ; le deuxième pendant la guerre civile russe du 10 janvier au 5 décembre 1920 ; et les trois derniers au cours de la Grande Guerre patriotique, qui sont détaillés dans le présent article.

## Troisième formation (première forme de la Seconde Guerre mondiale)

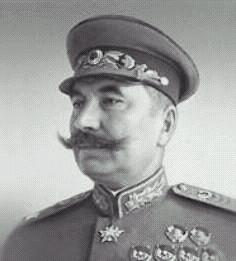
Semion Boudienny.

### Historique opérationnel
Au début de la Grande Guerre patriotique, le front du Sud-Ouest est recréé le 22 juin 1941, à partir des unités dépendantes du district militaire de Kiev. Ses voisins sont d'une part au nord le front de l'Ouest en Biélorussie, d'autre part au sud la 9e armée en Moldavie, qui couvre le district militaire d'Odessa (futur front du Sud). Le front du Sud-Ouest finit par être anéanti par le groupe d'armées Sud de la Wehrmacht lors des batailles d'encerclement d'Ouman et de Kiev, au cours des mois d'août et septembre 1941.

### Composition au 22 juin 1941
Le front est composé de quatre armées alignées le long de la nouvelle frontière germano-soviétique, entre les marais du Pripiat et les Carpates, du nord au sud :
- la 5e armée (composée des 15e et 27e corps de fusiliers, ainsi que des 9e[2] et 22e corps mécanisés) du général M. I. Potapov (ru), bordant le Boug occidental et protégée par le 2e secteur fortifié (Vladimir-Volynski) de la ligne Molotov en construction ;
- la 6e armée (6e et 37e corps de fusiliers, le 5e corps de cavalerie, ainsi que les 4e et 15e corps mécanisés) du lieutenant général I. N. Muzychenko (ru), couvrant Lvov, renforcée par les 4e (Stroumilov) et 5e (Rava-Russkaia) secteurs fortifiés (échelonnés vers l'est) ;
- la 26e armée (8e corps de fusiliers et 8e corps mécanisé) du lieutenant général F. Ia. Kostenko (ru), bordant le San de Przemyśl jusqu'aux Carpates, avec le 8e secteur fortifié (Przemyśl) ;
- la 12e armée (13e et 17e corps de fusiliers, dont quatre divisions de montagne, ainsi que le 16e corps mécanisé) du général P. G. Ponedeline, s'appuyant sur les Carpates renforcées des 10e (Kamenets-Podolsky), 11e et 12e (Moguilev-Podolski) secteurs fortifiés en construction.

Le front dispose en réserve des 31e, 36e, 49e et 55e corps de fusiliers, du 1er corps parachutiste, ainsi que des 19e et 24e corps mécanisés, disposés en profondeur et couverts par ce qui reste de la ligne Staline plus ou moins abandonnée, les 1er (Kiev), 3e (Letitchev), 5e (Korosten), 7e (Novograd-Volynski), 13e (Chepetovka), 15e (Ostropol (en)) et 17e (Iziaslav) secteurs fortifiés,.

### Commandants
- 22 juin - 9 juillet 1941 : colonel général Mikhaïl Kirponos
- 10 juillet - septembre 1941 : maréchal Semion Boudienny

## Quatrième formation (deuxième forme de la Seconde Guerre mondiale)

### Historique opérationnel
Après sa destruction, le front du Sud-Ouest est aussitôt reconstitué avec de nouvelles unités. Cependant, après l'échec de la seconde bataille de Kharkov, il subit de plein fouet l'attaque allemande de l'été 1942 qui manque de l'anéantir. Il est finalement dissous le 12 juillet, et ses forces sont transférées aux fronts de Stalingrad et du Sud.

### Commandants
- septembre - décembre 1941 : Semion Timochenko
- décembre 1941 - avril 1942 : lieutenant général F. Ia. Kostenko (ru)
- avril - juillet 1942 : Semion Timochenko

## Cinquième formation (troisième forme de la Seconde Guerre mondiale)

### historique opérationnel
Le front du Sud-Ouest est reformé le 22 octobre 1942, à partir de l'aile droite du front de Stalingrad renforcée d'une armée de chars tirée de la réserve. Cette reformation entre dans les préparatifs de la contre-attaque dans la région de Stalingrad, les opérations Uranus et Saturne.
Après Uranus, en novembre 1942, où il forme la pince nord de l'offensive qui permet l'encerclement de la 6e armée allemande à Stalingrad, le front est lancé dans une série d'offensives successives qui l'amènent du Don au Dniepr avant de subir un cuisant revers en mars 1943 lors de la troisième bataille de Kharkov.
Il participe ainsi aux opérations suivantes :
- l'opération Petit Saturne, en décembre 1942, qui force le Don moyen et détruit la majeure partie de la 8e armée italienne ;
- l'offensive Millerovo-Vorochilovgrad, en janvier-février 1943, qui libère temporairement la majeure partie du Donbass et repousse les forces allemandes sur la Donets puis le Mious ;
- l'opération Zvezda (étoile), en février-mars 1943, reprend temporairement Kharkov.

Il ne reprendra l'offensive qu'en août 1943 lors de l'offensive du Donbass, qui permet de reconquérir définitivement la région.
Le 20 octobre 1943, il devient le troisième front ukrainien.

### Composition
Composition initiale du nord au sud (à partir du 1er novembre 1942) :
- 1re armée de la Garde (deuxième version reformée à partir de la 63e armée soviétique[5], sous le commandement de D. D. Leliouchenko) ;
- 5e armée blindée (P. L. Romanenko, chef d'état-major A. I. Danilov) ;
- 21e armée soviétique (I. M. Tchistiakov).

Il est soutenu par la 2e armée aérienne (Smirnov).
Le front est renforcé, le 19 décembre 1942, par la 6e armée, transférée du front de Voronej.

### Commandants
- octobre 1942 - mars 1943 : lieutenant général Nikolaï Vatoutine (chef d'état-major : général Stelmakh)
- mars 1943 - mai 1945 : colonel général Rodion Malinovski